# Finale FA Cup 1995
De finale van de FA Cup van het seizoen 1994/95 werd gehouden op zaterdag 20 mei 1995. Manchester United nam het op tegen het Everton. De wedstrijd vond plaats in het oude Wembley Stadium in Londen. Everton won met het kleinste verschil na een doelpunt van Paul Rideout.

## Finale

### Wedstrijd
|                         |             |       |                   |                                                                                      |
| 20 mei 1995 15:00 UTC+1 | Everton     | 1 – 0 | Manchester United | Wembley Stadium, Londen Toeschouwers: 79.592 Scheidsrechter: Gerald Ashby (Engeland) |
| 20 mei 1995 15:00 UTC+1 | Rideout 30' |       |                   | Wembley Stadium, Londen Toeschouwers: 79.592 Scheidsrechter: Gerald Ashby (Engeland) |

| Everton | Manchester United |

| Everton:       |    |                  |     |
|                |    |                  |     |
| GK             | 1  | Neville Southall |     |
| RB             | 2  | Matt Jackson     |     |
| CB             | 5  | Dave Watson      |     |
| CB             | 26 | David Unsworth   |     |
| LB             | 6  | Gary Ablett      |     |
| RM             | 17 | Anders Limpar    | 69' |
| CM             | 18 | Joe Parkinson    |     |
| CM             | 10 | Barry Horne      |     |
| LM             | 3  | Andy Hinchcliffe |     |
| AM             | 8  | Graham Stuart    |     |
| CF             | 15 | Paul Rideout     | 51' |
| Wisselspelers: |    |                  |     |
| FW             | 9  | Duncan Ferguson  | 51' |
| FW             | 11 | Daniel Amokachi  | 69' |
| Coach:         |    |                  |     |
| Joe Royle      |    |                  |     |

| Manchester United: |    |                  |     |
|                    |    |                  |     |
| GK                 | 1  | Peter Schmeichel |     |
| RB                 | 27 | Gary Neville     |     |
| CB                 | 4  | Steve Bruce      | 46' |
| CB                 | 6  | Gary Pallister   |     |
| LB                 | 3  | Denis Irwin      |     |
| RM                 | 16 | Roy Keane        |     |
| CM                 | 8  | Paul Ince        |     |
| CM                 | 9  | Brian McClair    |     |
| LM                 | 5  | Lee Sharpe       | 72' |
| CF                 | 10 | Mark Hughes      |     |
| CF                 | 19 | Nicky Butt       |     |
| Wisselspelers:     |    |                  |     |
| MF                 | 11 | Ryan Giggs       | 46' |
| MF                 | 24 | Paul Scholes     | 72' |
| Coach:             |    |                  |     |
| Alex Ferguson      |    |                  |     |